# Santa María del Cubillo
Santa María del Cubillo es un municipio de España perteneciente a la provincia de Ávila, en la comunidad autónoma de Castilla y León. El término municipal, que incluye las localidades de Aldeavieja y Blascoeles, tiene una población de 322 habitantes (INE 2024).

## Geografía
Integrado en la comarca de Ávila, se sitúa a 21 kilómetros de la capital provincial. El término municipal está atravesado por la autopista AP-51, que une Villacastín con Ávila, por la carretera nacional N-110 entre los pK 232 y 235, por la carretera provincial AV-501, que se dirige a Navalperal de Pinares, por la carretera provincial AV-500, que une Ávila con El Espinar, y por la carretera local que conecta con Maello. 
El relieve del municipio está caracterizado la transición entre el Sistema Central y la meseta abulense. Se identifica una llanura limitada por el norte por el río Cardeña y las llamadas Laderas de Cardeña (1120 metros) y por el sur por la Sierra de Ojos Albos, coronada por el pico Cruz de Hierro (1662 metros). En el extremo sur, el embalse de los Serones represa las aguas del río Tuerto y del río Voltoya. Otra de las elevaciones más destacadas del municipio es el Alto de la Cabeza (1655 metros), en el límite con Ojos-Albos. La carretera provincial AV-501 atraviesa el puerto de la Cruz de Hierro (1474 metros) y el puerto de la Lancha (1485 metros). La altitud oscila entre los 1655 metros (Cruz del Hierro) y los 990 metros a orillas del río Cardeña. Aldeavieja, la localidad capital del municipio, está situada a una altitud de 1206 metros sobre el nivel del mar.
| Noroeste: Tolbaños | Norte: Maello              | Noreste: Villacastín (Segovia) |
| Oeste: Ojos-Albos  |                            | Este: Villacastín (Segovia)    |
| Suroeste: Ávila    | Sur: Navalperal de Pinares | Sureste: Villacastín (Segovia) |

## Símbolos
El escudo heráldico y la bandera que representan al municipio fueron aprobados oficialmente el 15 de abril de 2003. El escudo se blasona de la siguiente manera:

Escudo cortado. 1º de azur, doce estrellas de cinco puntas puestas en orla y en su centro el anagrama de la Virgen, todo en plata. 2º de gules, la cifra 1975, de plata y puesta en palo, acompañada a la diestra y a la siniestra de una espiga de oro. Al timbre Corona Real cerrada.
Boletín Oficial de Castilla y León nº 93 de 23 de mayo de 2003

La descripción textual de la bandera es la siguiente:

Bandera rectangular de proporciones 2:3, dividida horizontalmente en dos partes iguales y encajadas de dos encajes, siendo la superior azul con una estrella blanca de doce puntas en el centro y roja la inferior.
Boletín Oficial de Castilla y León nº 93 de 23 de mayo de 2003

## Historia
El municipio nació en 24 de julio de 1975 como consecuencia de la aprobación de la fusión voluntaria de los antiguos municipios de Aldeavieja y Blascoeles.

## Demografía
Santa María del Cubillo cuenta con una población de 322 habitantes (INE 2024).
| Gráfica de evolución demográfica de Santa María del Cubillo entre 1981 y 2021 |
| |
| Población de derecho según los censos de población del INE. Población de hecho según los censos de población del INE.Entre el censo de 1981 y el anterior, aparece este municipio porque se fusionan los municipios Aldeavieja y Blascoeles. |

## Patrimonio
En Aldeavieja, la iglesia parroquial de San Sebastián es del siglo XVI, y tiene una hermosa capilla edificada por uno de los secretarios del rey Felipe II; en el casco urbano se levanta la ermita de San Cristóbal, del siglo XI, románica, recientemente restaurada, es de propiedad privada.

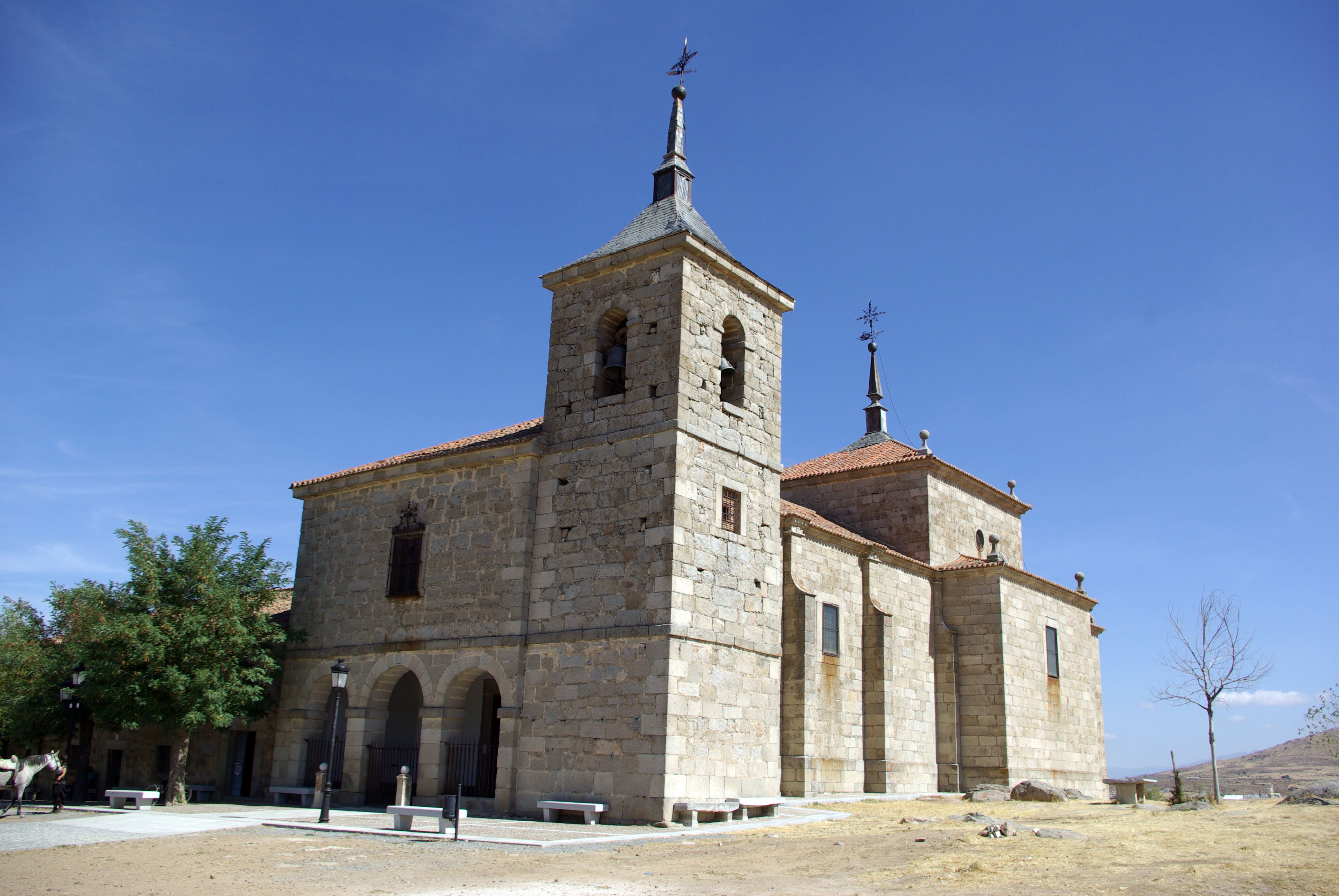
Vista de la ermita de la Virgen del Cubillo

Hay además una bella fuente de los siglos XV o XVI, construida con las piedras de un antiguo campanario, y un interesante Vía Crucis del siglo XVII, casi completo, que recorre el pueblo.
Al sureste de Aldeavieja, a unos cinco km del pueblo, se encuentra la ermita de la Virgen del Cubillo, declarada Bien de Interés Cultural con categoría de monumento; es un edificio de estilo herreriano, con un hermoso interior barroco; está rodeada de una amplia pradera, recientemente repoblada de árboles.
Blascoeles cuenta con una iglesia parroquial similar a la de Aldeavieja, pero más pequeña; asimismo, posee una ermita, a la entrada sureste del pueblo, dedicada al Cristo; en su antiguo término municipal, están las ruinas de una antigua parroquia, del siglo XI, bajo la advocación de San Miguel de Cardeña, a las orillas del arroyo de este nombre.

## Fiestas
Tiene una ermita en medio del campo, en la cual está la Virgen del Cubillo, que cuenta con una cofradía de casi 2 mil cofrades. La fiesta mayor es el 8 de septiembre, día en el que se celebra una Romería con gran afluencia de gente; hay concursos de tiro al plato, de jotas y después la noche se alarga con bailes en la plaza.
Se tiene costumbre de que los nacidos por esas fechas, se acerquen a tomar la bendición de la Virgen del Cubillo, patrona de la localidad, famosa en las comarcas limítrofes.
También se celebra, hacia el 15 de septiembre, la fiesta del Cristo, antiguamente llamada de los mozos, en la que la cofradía del Cristo crucificado, una talla del siglo XVI de bastante mérito, es llevada en procesión por las calles del pueblo, en medio de estallido de cohetes y repique de campanas.
Entre fiestas se destacan las de San Sebastián, patrón del pueblo de Aldeavieja, la fiesta de las Águedas, San Isidro, San Cristóbal, y las sentidas y tradicionales procesiones de Semana Santa.
Tanto el día 8 (día de la Romería) como el 7 desde pueblos como Las Navas del Marqués y Navalperal de Pinares cientos de personas peregrinan tanto campo través como por carretera a presentar sus respetos y cumplir sus promesas a la Virgen.